# Walls of Jericho (musikalbum)
Walls of Jericho är det tyska power metal-bandet Helloweens debutalbum, utgivet i november 1985 på Noise Records, ursprungligen på vinyl men under 1987 även i CD-version, då med bandets EP Helloween som bonusspår. Singeln "Judas" släpptes under 1986 och finns även med som bonusspår på CD-utgåvan; dock inte på vinyloriginalutgåvan.
Walls of Jericho är Helloweens enda studioalbum med Kai Hansen som leadsångare.

## Låtlista
Sida A
1. Walls of Jericho (Weikath/Hansen) (0:53)
2. Ride the Sky (Hansen) (5:54)
3. Reptile (Weikath) (3:45)
4. Guardians (Weikath) (4:19)
5. Phantoms of Death (Hansen) (6:33)

Sida B
1. Metal Invaders (Hansen/Weikath) (4:10)
2. Gorgar (Hansen/Weikath) (3:57)
3. Heavy Metal (is the Law) (Hansen/Weikath) (4:08)
4. How Many Tears (Weikath) (7:11)

Låtlista CD-utgåva 1987
1. Starlight (Weikath/Hansen) – 5:17
2. Murderer (Hansen) – 4:26
3. Warrior (Hansen) – 4:00
4. Victim of Fate (Hansen) – 6:37
5. Cry for Freedom (Weikath/Hansen) – 6:02
6. Walls of Jericho (Weikath/Hansen) – 0:53
7. Ride the Sky (Hansen) – 5:54
8. Reptile (Weikath) – 3:45
9. Guardians (Weikath) – 4:19
10. Phantoms of Death (Hansen) – 6:33
11. Metal Invaders (Hansen/Weikath) – 4:10
12. Gorgar (Hansen/Weikath) – 3:57
13. Heavy Metal (is the Law) (Hansen/Weikath) – 4:08
14. How Many Tears (Weikath) – 7:15
15. Judas (Hansen) – 4:38

## Medverkande
Musiker
- Kai Hansen – sång, gitarr
- Michael Weikath – gitarr
- Markus Grosskopf – basgitarr
- Ingo Schwichtenberg – trummor

Bidragande musiker
- Chris Boltendahl – sång
- James "Could Ya" Hardway – Emulator II

Produktion
- Harris Johns – producent, inspelningstekniker, mixning
- Uwe Karczewski – omslagskonst
- Edda Karczewski – omslagskonst
- Michael Weikath – omslagskoncept
- Peter Vahlefeld – layout, typsättning